# Бойков, Сергей Валерьевич
Сергей Валерьевич Бойков (род. 24 января 1996, Хабаровск) — российский хоккеист, защитник.

## Биография
Воспитанник хабаровского «Амура» (до 2009 года) и новокузнецкого «Металлурга». На ярмарке юниоров КХЛ 2013 года был выбран в 3 раунде под 88 номером клубом МХЛ «Кузнецкие медведи», за который в сезоне 2012/13 провёл три игры. На импорт-драфте CHL 2013 года был выбран клубом QMJHL «Драммондвилл Вольтижерс», где и провёл три сезона. На драфте НХЛ 2015 года был выбран в 6-м раунде под общим 161-м номером клубом «Колорадо Эвеланш». 6 апреля 2016 года подписал предварительный контракт с фарм-клубом «Колорадо» в AHL «Сан-Антонио Рэмпейдж» и провёл до конца сезона четыре матча. 1 мая подписал контракт с клубом КХЛ «Салават Юлаев». 27 мая подписал трёхлетнее соглашение новичка с «Колорадо Эвеланш». Отыграл в AHL два сезона за «Сан-Антонио Рэмпейдж» и один — за «Колорадо Иглз». 5 июня 2019 года был обменян в «Динамо» Москва, в составе которого 9 сентября дебютировал в КХЛ в гостевом матче против «Витязя» (1:4). Проведя 9 игр, в середине ноября выбыл из-за перелома руки до конца сезона. Отыграл за клуб ещё два сезона и в конце июня 2023 года принял решение переехать в Северную Америку. В сентябре за денежную компенсацию перешёл в «Авангард».
Серебряный призёр молодёжного чемпионата мира 2016.

## Статистика
В КХЛ сыграл 190 матчей, забросил 9 шайб, сделал 18 передач, набрал 149 минут штрафа, показатель полезности «-1».
В АХЛ сыграл 127 матчей, забросил 4 шайбы, сделал 23 передачи, набрал 147 минут штрафа, показатель полезности «-20».
В ECHL сыграл 26 матчей, забросил 4 шайбы, сделал 8 передач, набрал 14 минут штрафа, показатель полезности «+2».